# Euphoresia baloghi
Euphoresia baloghi är en skalbaggsart som beskrevs av Frey 1968. Euphoresia baloghi ingår i släktet Euphoresia och familjen Melolonthidae. Inga underarter finns listade i Catalogue of Life.